# Michał Stachowicz

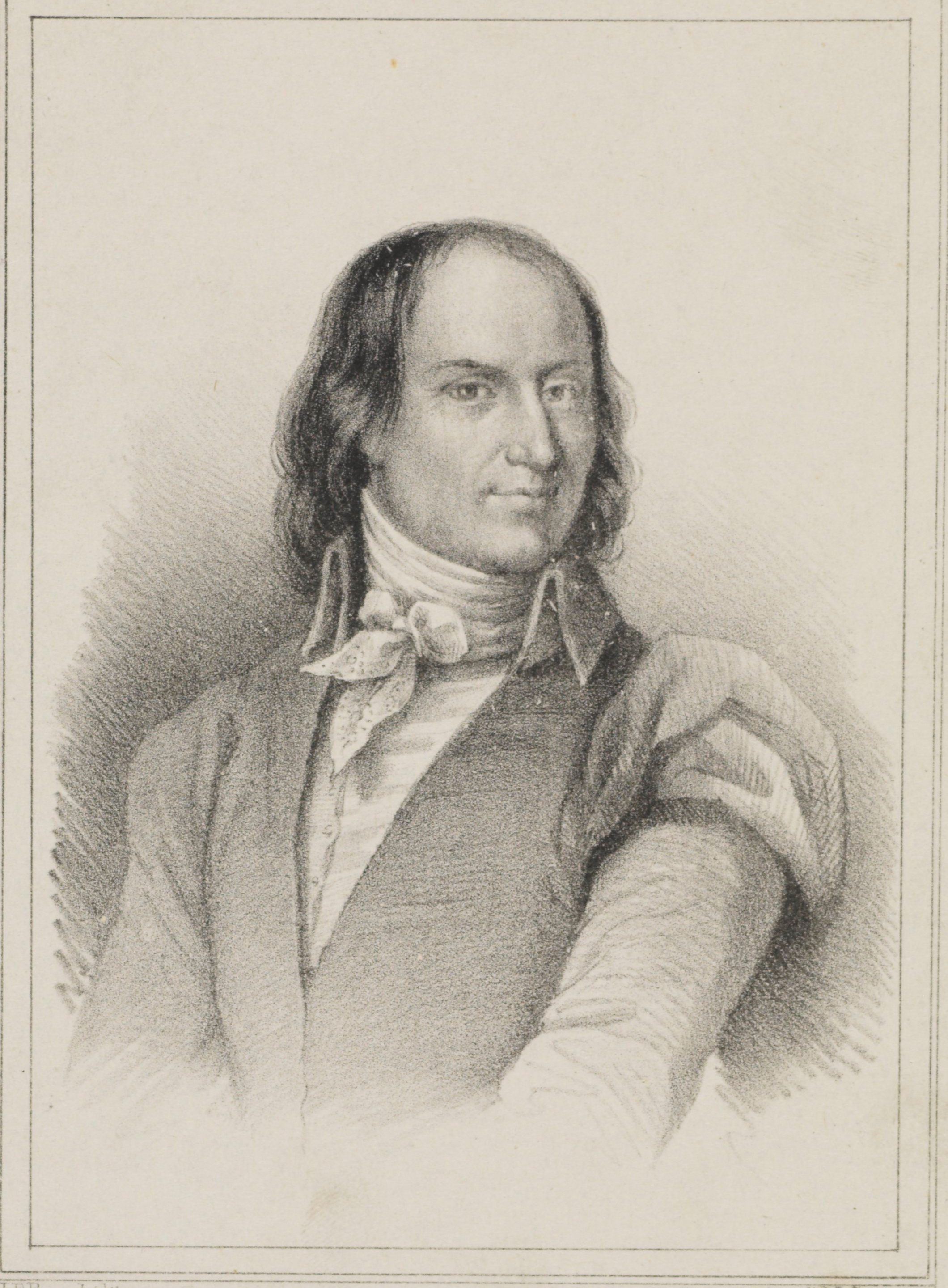
Michał Stachowicz

Michał Stachowicz (sinh ngày 14 tháng 8 năm 1768 tại Kraków - mất ngày 26 tháng 3 năm 1825 tại Kraków) là một họa sĩ và nghệ sĩ đồ họa theo phong cách lãng mạn người Ba Lan.

## Tiểu sử
Cha ông là một thợ in, đóng và bán sách. Năm 1782, Stachowicz theo học các lớp vẽ tại Hiệp hội Họa sĩ, làm học trò của Franciszek Ignacy Molitor, một họa sĩ người Séc làm việc tại triều đình Hoàng gia, và Kazimierz Mołodziński, một họa sĩ chuyên vẽ chủ đề tôn giáo. Năm 1787, ông được chọn làm chủ nhiệm của hội quán mỹ thuật. Từ năm 1817 cho đến khi mất, Stachowicz làm giáo viên tại trường trung học Saint Barbara và trong nhiều năm làm một thành viên của Hiệp hội Khoa học Krakow. Ông mất tại nhà riêng và được chôn cất tại Nghĩa trang Rakowicki.
Các tác phẩm nổi tiếng nhất của Stachowicz mô tả các sự kiện lịch sử đương đại mà ông đã chứng kiến, chẳng hạn như "Tuyên thệ của Kościuszko tại Quảng trường Chợ" và "Sự tiến vào Kraków của Hoàng tử Józef Poniatowski". Ông cũng vẽ tranh phong cảnh, tranh chân dung và tranh tôn giáo. Trong đó đáng chú ý là bức Chặng đàng Thánh giá tại Nhà thờ Thánh Casimir Hoàng tử và các tranh treo hai bên bàn thờ tại một nhà thờ ở Jangrot.
Năm 1816, Stachowicz được Giám mục Jan Paweł Woronicz đặt vẽ bích họa cho Tòa Giám mục. Công việc này mất đến hai năm để hoàn thành, nhưng chỉ ba mươi hai năm sau, những tác phẩm này đã bị một trận hỏa hoạn thiêu rụi. Năm 1820, ông được kiến trúc sư Sebastian Sierakowski đặt vẽ bích hoạ kể về lịch sử của Đại học Jagiellonian để đặt tại Collegium Maius.
Stachowicz cũng là tác giả của nhiều tác phẩm in thạch bản và họa sĩ minh họa cho cuốn sách Monumenta regum Poloniae Cracoviensia (Lăng mộ của các vị vua Ba Lan ở Kraków).

## Tranh tiêu biểu

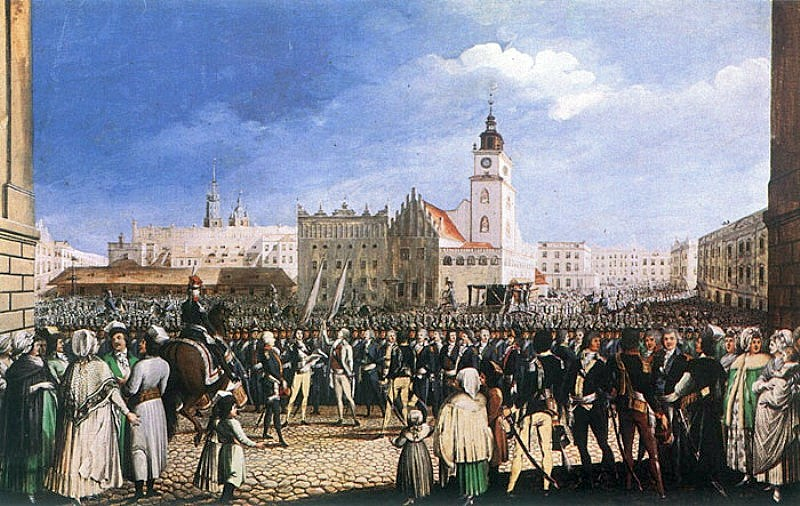
Tuyên thệ của Kościuszko tại Quảng trường Chợ
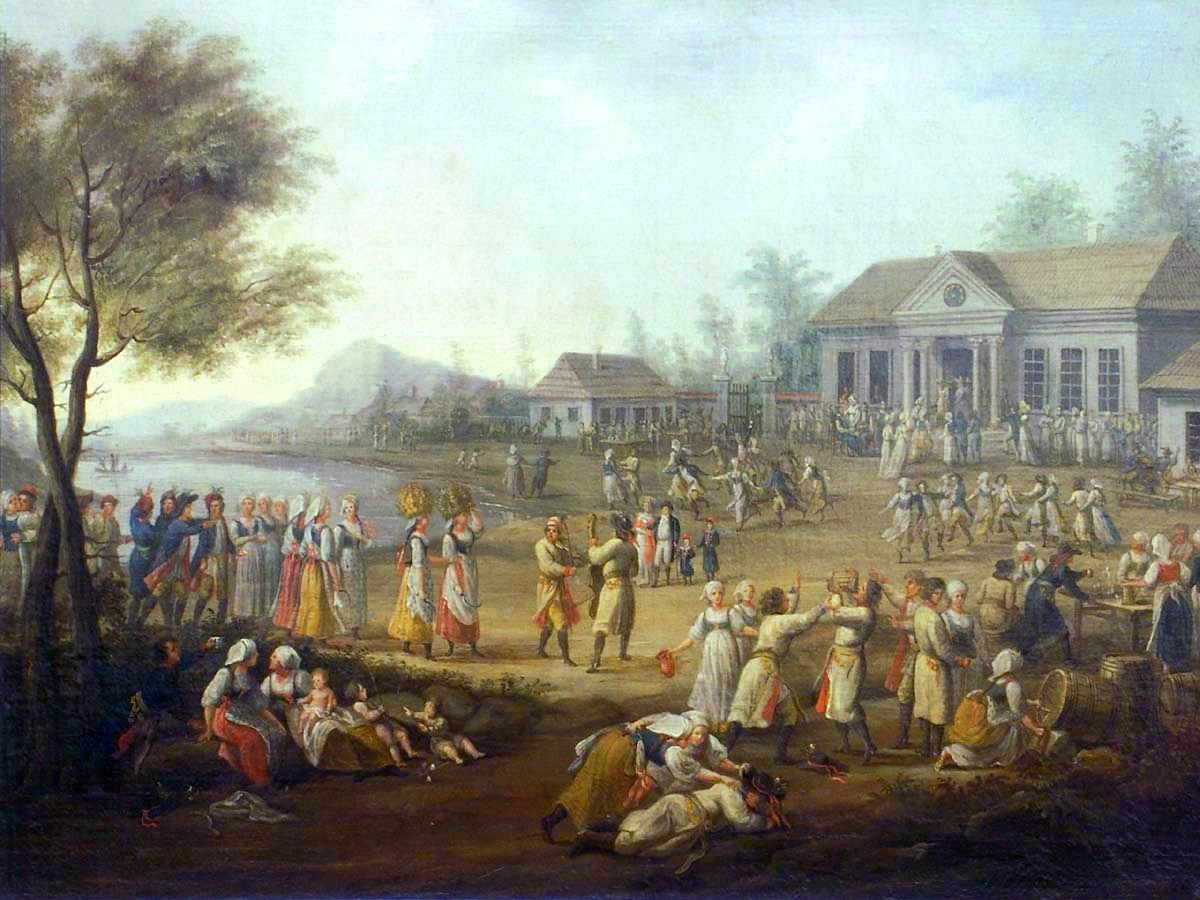
Dożynki
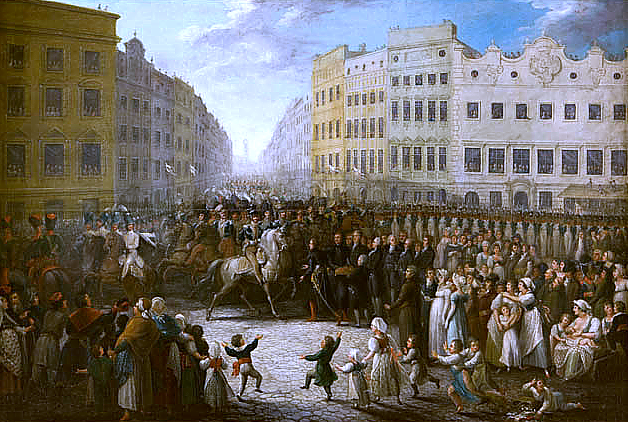
Sự tiến vào Kraków của Poniatowski